# Rivera (cràter)
Rivera és un cràter d'impacte en el planeta Mercuri de 40 km de diàmetre. Porta el nom del pintor mexicà Diego Rivera (1886-1957), i el seu nom va ser aprovat per la Unió Astronòmica Internacional el 2015.